# 片山産業
片山産業株式会社（かたやまさんぎょう、KATAYAMA SANGYO）は、第二次世界大戦後のオートバイメーカー乱立期に名古屋市で設立された日本の二輪自動車製造企業である。ブランドネームの「オリンパス（Olympus）」は、ギリシャ神話の神々が住む山として知られるオリンポス山に因む。ブランドネームが重複するオリンパス株式会社とは、資本関係も無い全く別の会社である。

## 会社概要

### 創業
- 片山産業は1947年に愛知県名古屋市で設立し、当初は旧陸軍造兵廠の賠償機械の保全業務を引き受けていた。
- 1948年に農業用発動機の製造を始め、1950年からオートバイの製造を開始した。1951年には農業用発動機の生産を打ち切り、完全にオートバイメーカーへと移行した[1]。

### オートバイ製造への参入
- オートバイ製造に踏み出したきっかけは、名古屋の自転車屋からオートバイ用エンジンの試作を依頼されたことであった。
- 4サイクル150ccの試作エンジンが完成したところで依頼した自転車屋から引き取りをキャンセルされたため、自社で車体まで製造して完成したのがオリンパス号の第1号車であった[1]。
- 当時は第一次オートバイブームがピークを迎える時期であり、オリンパス1号車の売れ行きも好調であったことからオートバイの生産1本に絞るようになった。

### 成長期から衰退へ
- エンジンを自社で製造し、フレームなどの部品は他社に発注して自社製エンジンと組み合わせてオートバイを完成させるアッセンブリメーカーで、500坪の敷地の工場で月産150台程度の規模だった[1]。
- また完成したオートバイだけでなく、エンジン単体もオリンパスエンジンとして伊藤機関工業(IMC)などの他のアッセンブリメーカーに供給した。
- 1959年発売の4サイクル250ccのオリンパス・マックスは、ドイツのNSUのオートバイを参考にした信頼性の高いモデルだった[2]。
- その一方で2サイクル水平対向2気筒エンジンのオリンパス・クラウンや2サイクル並列2気筒のスーパーツインといった画期的なメカニズムの車種を生み出した。
- しかし、これらの新機軸を持つモデルを技術的に熟成される前に市場に出してしまったために発売後に様々な欠陥が見つかり、クレームと返品が続出したことが結果的に片山産業が衰退するきっかけとなった[3]。

### 転換期から廃業へ
- 1959年に名古屋を襲った伊勢湾台風は港区などの港湾地区に集中していたオートバイメーカーの工場を直撃し、多くのメーカーが廃業に追い込まれる中、千種区に工場を持っていた片山産業は台風から生き残った数少ないメーカーのひとつだった[4]。
- しかし1960年ごろからはオート三輪や軽自動車の台頭によって手軽な運送手段としてのオートバイ産業そのものが転換期を迎え、1961年に片山産業はオートバイ製造から手を引くことを決定した。
- 以後は徐々に生産台数を減らすと同時に車検整備工場やタクシーの認可を受けるなどの基幹業種を増やしたものの、業績の回復が見込めなかった為、1963年には完全にオートバイ製造事業から撤退し、会社は解散された[5]。

## 主な製品 (製造車)
- オリンパスK（1951年発売） - 空冷4ストロークOHV単気筒142cc。
- オリンパスKY
- オリンパスKT/オリンパスKS - 空冷4ストロークOHV2バルブ単気筒、350cc。リアサスペンションがオリンパスKTはプランジャ式、オリンパスKSはスイングアーム式。
- オリンパスキングOS/オリンパスキングOH（1955年発売） - 空冷4ストロークOHV2バルブ単気筒、250cc、オリンパスOHのリアサスペンションがオリンパスキングOHはプランジャー、オリンパスキングOSはスイングアーム。密閉式チェーンカバーを採用した。
- オリンパスOT - 1956年4月第三回全日本自動車ショー（東京モーターショーの前身）で発表されたが市販はされなかった。空冷4ストロークOHC並列2気筒。ボア52mmｘストローク58mmで排気量246cc、圧縮比は6.8。12馬力/5900rpm、1.6kgm/4200rpm。
- オリンパス・クラウンH - 空冷2ストローク水平対向2気筒。
- オリンパス・アリナ（1959年発売） - 空冷2ストローク単気筒。ボア52mmｘストローク58mm、123ccで7.8馬力/5500rpm、1.1kgm/4000rpm。前進3速変速機。
- オリンパス・マックス（1959年発売） - 空冷OHV250cc単気筒。18万5000円。
- オリンパス・スーパーツイン（1960年発売） - 空冷2ストローク直列2気筒。18万2000円。